# Homeland Party (Storbritannien)
Homeland Party (HP) (svenska: Hemlandspartiet eller Hembygdspartiet) är ett etnonationalistiskt politiskt parti i Storbritannien. Det grundades som en rörelse i maj 2023 av dess nuvarande ledare Kenny Smith, och registrerades som ett parti i januari 2024.

## Historia
Homeland Party bildades främst av skotska medlemmar som hade lämnat det högerextrema Patriotic Alternative (PA). Dess ordförande är Kenny Smith, som även är partiets grundare. Kenny Smith var tidigare nationell administrativ tjänsteman för Patriotic Alternative samt misslyckad valkandidat för British National Party (BNP). Många av partiets andra medlemmar har också kopplingar till PA. Jerome O'Reilly var enligt uppgifter regional organisatör för Wales och Ant Burrowsregional organisatör för East Midlands. Gruppen försökte först registrera sig som ett politiskt parti i maj 2023, men dess ansökan avslogs i augusti 2023 på grund av att den var ofullständig. Homeland Party registrerades formellt som ett politiskt parti i januari 2024.
I september 2024 höll Homeland Party sin årliga konferens i Derbyshire med gästtalare från de högerextrema europeiska partierna Alternativ för Tyskland och Konfederacja, samt återvandringsaktivisten Steve Laws. De mötte visst motstånd från antifascistiska demonstranter.
I oktober 2024 blev det offentligt att Homeland Partys nationella råd enhälligt hade godkänt att Identity England, en liten engelsk gren av den identitära rörelsen, skulle gå samman med partiet.

## Ideologi
Partiet har beskrivits som högerextremt, även om dess officiella webbplats starkt motsätter sig användningen av termen och framhåller dess syn på nationalism, med betoning på självbestämmande, suveränitet och principen om en nationalstat baserad på etnisk, genealogisk och kulturell sammanhållning. I november 2024 publicerade partiet ett utökat policydokument med titeln Immigration & Remigration, där specifika åtgärder beskrivs för att stoppa invandringen till de brittiska öarna, samt återvandringsåtgärder.

### Kopplingar till nynazism
I oktober 2023 rapporterades det att David Gardner, en medlem i partiet och kassör i Forfar Community Council, hade gjort rasistiska och antisemitiska kommentarer samt deltagit i en nynazistisk chattgrupp under pseudonym. Gardner beskrev själv artikeln som ett smutskastningsförsök.
Senare i oktober 2023 rapporterades det att James Munro, även han medlem i partiet, hade varit involverad i den nynazistiska gruppen Scottish Nationalist Society.

## Valresultat

### Lokalval
| År   | Fullmäktig    | Distrikt        | Kandidat        | Röster | %     | Tjänst                   | Placering |
| ---- | ------------- | --------------- | --------------- | ------ | ----- | ------------------------ | --------- |
| 2024 | Hart District | Hartley Wintney | Roger Robertson | 355    | 13.5% | Hart District Councillor | 3         |